# 小林まな美
小林 まな美（こばやし まなみ、1985年11月30日-）は、日本のタレント・モデルである。
元所属事務所は「RUFURE」、後にフリーを経て、「まくびープロ」に所属。2012年3月を以てフリーで活動している。なお、フリーでオールスター感謝祭に出演した際は「小林真奈美」名義であった（オールスター感謝祭'10春各種台本より）。

## 人物・来歴
- 東京都出身
- 身長158cm、B79cm、W59cm、H84cm、S23.5 cm。
- 血液型はB型。
- 弟が1人いる[1]。
- 特技は書道、歯磨。
- 趣味はバドミントン、カラオケ、スポーツ観戦、思い出写真を撮ること
- 2009年3月29日にブログ休止を発表、その前に旧所属事務所との契約を打ち切っており、「必ず見つかる！デジタル一眼レフ選び2009」よりフリーで活動し、その後しばらく事実上の活動休止状態となった。
- 2010年4月3日放送「オールスター感謝祭'10春」でフリーでスタジオアシスタントを務め、久々に公の場に立った。その後、現所属事務所と契約し、2010年5月26日ブログ再開を果たし、「まくびープロモーション（現・まくびープロ）に所属した」こと、「ブログタイトルを変更する」ことを伝えた。
- 2010年6月より初のテレビCMに出演。同CMは、出演中だったファースト・クリックに関連する。
- 2012年4月より再びフリーライセンスに。なお、まくびープロ所属時に作成したFacebookやTwitterは引き継ぐとのこと。ただし、後にTwitterのアカウントが変更されている。
- 大宮アルディージャのスタジアムDJだった荒川えりかは3歳の頃からの親友である[2]。

## 出演

### テレビ
- Mini-Z CUP（CS） - レポーター
- ナイトプレート まなみン家(インターネット) - 番組MC
- オールスター感謝祭'08春・秋、'10春・秋、'11春・秋、'12春・秋、'13春（TBSテレビ） - スタジオアシスタント
- ファースト・クリック（朝日ニュースター）
- 解決!!くらしアンサーズ （テレビ埼玉） - 番組進行、2010年10月〜12月放送
- ごごたま（テレビ埼玉） - レポーター、2011年2月11日〜12月27日（当初はゲストリポーターとして出演、後にレギュラー化にあわせ「Oh!しかけ隊」担当）

### CM
- クリック証券 - 商品篇（TBSテレビ「みのもんたの朝ズバッ!」、「ビジネス・クリック」）
- リラクゼーションスペース・Raffine - ユーザーボイス編、セラピスト編（TBSテレビ「CDTV」）

## 作品ほか

### デジタルコンテンツ
- 美人時計 - ウコンの力×美人時計、ポニーテール美人03など
- DIME - 小学館より裏・美女図鑑「ラーメン美女軍団の動画攻め」内「博多水炊き　蟻月」をレポート。
- coogirl - ハーゲンダッツクリスピーサンド（チョコレートクッキー＆クリーム）

### VP
- 株式会社伊藤忠エネクス

### 雑誌
- ar - 株式会社主婦と生活社
- CAPA - 株式会社学習研究社
- デジキャパ - 株式会社学習研究社

### スチール
- 淑徳大学雑誌広告
- 「Weins」（TOYOTA） - 表紙モデル1年契約

### イベント
- PIE2007 - 株式会社Kenko